# Lux (Name)
Lux ist ein weiblicher und männlicher Vorname sowie Familienname.

## Namensträger

### Vorname (männlich)
- Lux Böblinger († 1504), deutscher Baumeister
- Lux (Hund) (um 1911 bis etwa 1925), deutscher Hund im Besitz von Ferdinand Sauerbruch; siehe Liste bekannter Hunde

### Vorname (weiblich)
- Lux Guyer (1894–1955), Schweizer Architektin

### Weiterer Vorname
- Meade Lux Lewis (1905–1964), US-amerikanischer Jazz-Musiker
- Theodore Lux Feininger (1910–2011), deutsch-amerikanischer Fotograf und Maler

### A
- Adam Lux (1765–1793), deutscher Revolutionär
- Adolf Lux (1882–1970), Fotograf, Fotolaborant, Redakteur
- Adrian Lux (* 1986), schwedischer Diskjockey
- Agnes Lux (* 1983), deutsche Künstlerin
- Albert Lux (vor 1870–1952), deutscher Dirigent und Chorleiter
- Albert Josef Lux († 1954), deutscher Jagdflieger
- Alfred Lux (* 1926), deutscher Schauspieler und Autor
- Amelie Lux (* 1977), deutsche Windsurferin
- Andreas Lux (1964–2020), deutscher Radsportler
- Anne-Marie Lux (* 1989), deutsche Schauspielerin
- Antal Lux (* 1935), ungarisch-deutscher Künstler
- Anton Lux (Afrikaforscher) (1847–1908), österreichischer Afrikaforscher
- Anton Lux (Politiker) (1878–1953), deutscher Politiker (SPD), MdL Hessen
- Anton Lux (Landrat) (1920/1921–2009), deutscher Landrat
- Arthur Lux (1876–1951), Arzt, Tropenmediziner und Bakteriologe

### B
- Benedikt Lux (* 1981), deutscher Politiker (Bündnis 90/Die Grünen)
- Benno Lux (1930–2013), österreichischer Ingenieur, Chemiker und Hochschullehrer

### C
- Christina Lux (* 1965), deutsche Musikerin, Sängerin, Gitarristin und Komponistin
- Claudia Lux (* 1950), deutsche Bibliothekarin

### D
- Danny Lux (* 1969), US-amerikanischer Komponist
- Dora Lux (1882–1959), deutsche Pädagogin

### E
- Edmond Lux (1916–2004), luxemburgischer Bildhauer, Zeichenlehrer, Maler und Grafiker
- Edmund Lux (1892–1962), deutscher Lehrer und Heimatforscher
- Elena Lux-Marx (* 1944), deutsche Malerin
- Emil Lux (1918–2005), deutscher Unternehmer
- Erika Lux (* 1946), ungarisch-deutsche Pianistin
- Ernst Lux (Maler) (* 1935), deutscher Maler
- Ernst Lux (Restaurator) (* 1954), österreichischer Restaurator und Autor
- Étienne Lux (1925–2020), französischer Politiker
- Eva Lux (Josefa Lux; * 1958), deutsche Politikerin (SPD)

### F
- Faustinus Lux, Pseudonym von Eduard Frederich (1811–1864), deutscher Arzt und Maler
- František Julius Lux (1702–1764), böhmischer Maler
- Franz Lux (Orgelbauer) (1864–1926), deutscher Orgelbauer
- Franz Rudolf Lux (1926–2021), deutscher Chemiker und Hochschullehrer
- Friedrich Lux (Komponist) (1820–1895), deutscher Komponist, Organist und Dirigent
- Friedrich Lux (Autokonstrukteur) (1854–1930), deutscher Chemiker, Ingenieur, Erfinder, Autokonstrukteur und Unternehmensgründer
- Friedrich Lux (Politiker) (1892–1933), deutscher Politiker (KPD) und Widerstandskämpfer
- Fritz Lux (1883–1950), Schweizer Lebensmitteltechnologe

### G
- Gabriele Lux-Wellenhof (* 1952), deutsche Hörakustik-Meisterin, Autorin und Stifterin
- Gary Lux (Gerhard Lux; * 1959), österreichischer Sänger, Komponist und Musikproduzent
- Georg Lux (* 1974), österreichischer Journalist und Autor
- Georg Heinrich Lux (1779–1861), deutscher Schullehrer, Organist und Komponist
- Gerald Lux (* 1977), deutscher Krankenpfleger, Wirtschaftswissenschaftler und Hochschullehrer für Gesundheits- und Sozialmanagement
- Germán Lux (* 1982), argentinischer Fußballspieler
- Günter Lux (* 1939), deutscher Radrennfahrer

### H
- Hanns Maria Lux (eigentlich Johannes Maria Lux; 1900–1967), deutscher Reformpädagoge und Schriftsteller
- Hans Lux (Eishockeyspieler), italienischer Eishockeyspieler
- Hans Lux (Fotograf) (* 1941/1942), deutscher Fotograf
- Hans Lux (Forstbeamter), deutscher Forstbeamter und Autor
- Hans Arthur Lux (1882–1949), deutscher Journalist, Heimatforscher und Publizist
- Hans-Dieter Lux (1924–1994), deutscher Neurophysiologe und Epileptologe
- Hardy Lux (1971–2025), deutscher Sozialarbeiter und Politiker (SPD)
- Heinrich Lux (1863–1944), deutscher Physiker, Beleuchtungstechniker, Patentanwalt und sozialdemokratischer Publizist
- Hermann Lux (Fußballspieler) (1893–1962), deutscher Fußballspieler
- Hermann Lux (Chemiker) (1904–1999), deutscher Chemiker

### J
- Jean-Pierre Lux (1946–2020), französischer Rugby-Union-Spieler
- Jenny Lux (1862–1939), deutsche Organistin
- Joachim Lux (* 1957), deutscher Dramaturg, Regisseur und Intendant
- Johann Josef Wilhelm Lux (1776–1849), deutscher Veterinärmediziner
- Josef Lux (Maler) (1743–nach 1787), tschechischer Maler
- Josef Lux (Politiker, I), deutscher Politiker (DDP)
- Josef Lux (Politiker, 1956) (1956–1999), tschechischer Agraringenieur und Politiker
- Josefa Lux (* 1958), deutsche Politikerin (SPD), siehe Eva Lux
- Joseph Lux (Schauspieler) (1757–1818), deutscher Schauspieler und Sänger (Bass)
- Joseph Lux (Turner) (1879–1960), französischer Turner
- Joseph August Lux (1871–1947), österreichischer Schriftsteller
- Julius Lux (1884–1957), österreichisch-ungarischer (nach 1918 tschechischer) Lehrer und Dialektologe

### K
- Karl Lux (Theologe) (1872–1931), deutscher katholischer Geistlicher, Theologe und Hochschullehrer
- Karl Lux (Illustrator) (* 1965), österreichische Cartoonist und Illustrator
- Karl-Heinz Lux (* 1948), deutscher Bauingenieur, Geomechaniker und Hochschullehrer
- Katrin Lux (* 1980), österreichische Schauspielerin
- Kaz Lux (* 1948), niederländischer Sänger
- Konrad Lux (vor 1481–nach 1518), Schweizer Bildhauer und Baumeister

### L
- Lana Lux (* 1986), deutschsprachige Schriftstellerin und Illustratorin
- Loretta Lux (* 1969), deutsche Malerin und Fotografin
- Lucien Lux (* 1956), luxemburgischer Politiker

### M
- Marian Lux (* 1982), deutscher Komponist und Pianist
- Martha Lux-Steiner (* 1950), Schweizer Physikerin
- Matthew Lux (* 1973), US-amerikanischer Jazzmusiker
- Maximilian Lux (* 1995), deutscher Handballspieler

### O
- Othmar Lux (1892–1980), österreichischer Maler und Bildhauer
- Otto Lux (vor 1885–1945), deutscher Dentist

### P
- Paul Lux (Mordopfer) (1928–1980), Opfer des Oktoberfestattentats
- Paul Lux (Schauspieler) (* 1994), deutscher Schauspieler
- Peter Lux (* 1962), deutscher Fußballspieler und -trainer
- Petra Lux (* 1956), deutsche Bürgerrechtlerin, Journalistin, Schriftstellerin und Herausgeberin
- Philipp Lux (* 1973), deutscher Schauspieler

### R
- Rainer Lux (* 1951), deutscher Politiker (CDU)
- Richard Lux (1877–1939), österreichischer Maler und Radierer
- Rüdiger Lux (* 1947), deutscher Theologe
- Rudolf Lux (1870–1938), deutscher Jurist

### S
- Sebastian Lux (* 1971), deutscher Kunsthistoriker
- Silke Lux (* um 1972), deutsche Neuropsychologin und Hochschullehrerin
- Simon Lux (* 1983), österreichischer Chemiker und Hochschullehrer
- Son Lux (* 1979), US-amerikanischer Sänger und Musiker
- Sophia Lux (* 1982), deutsche Betriebswirtin und Hochschullehrerin für Strategisches Management
- Sophie Lux, österreichische Videodesignerin und Bühnenbildnerin
- Štefan Lux (1887–1936), tschechoslowakischer Künstler und Journalist
- Stefan Lux (Schauspieler), deutscher Schauspieler
- Stefan Lux (Politiker) (* 1952), deutscher Politiker (NPD)
- Stefan Lux (Choreograf), deutscher Tänzer und Choreograf
- Stefan Lux (Übersetzer) (* 1964), deutscher Übersetzer
- Stefan Lux (Videokünstler) (* 1964), deutscher Videokünstler und Fotograf
- Stefan Lux (Musiker) (* 1977), deutscher Gitarrist, Sänger und Texter
- Stephan Lux (Pianist) (* 1970), deutscher Pianist, Organist, Dirigent und Musikpädagoge

### T
- T. J. Lux (* 1977), US-amerikanischer Basketballspieler
- Thomas Lux (Dichter) (1946–2017), US-amerikanischer Dichter und Hochschullehrer
- Thomas Lux (Archivar) (* 1960), deutscher Archivar und Historiker
- Thomas Lux (Wirtschaftswissenschaftler) (* 1962), deutscher Wirtschaftswissenschaftler und Hochschullehrer
- Thomas Schmidt-Lux (* 1974), deutscher Soziologe

### U
- Undine Lux (* 1988), deutsche Sängerin
- Ute Wagner-Lux (* 1931), deutsche Archäologin und Direktorin des Deutschen Evangelischen Instituts für Altertumswissenschaft des Heiligen Landes

### V
- Venus Lux (* 1990), US-amerikanische transsexuelle Pornodarstellerin, -regisseurin, -produzentin und Dozentin
- Vitalij Lux (* 1989), kirgisischer Fußballnationalspieler

### W
- Walter Lux (Jurist) (1880–nach 1941), deutscher Jurist und Publizist
- Walter Lux, Pseudonym von Kurt Stern (Schriftsteller) (1907–1989), deutscher Journalist, Schriftsteller und Drehbuchautor
- Walter Lux (Bauunternehmer) (1929–2021), deutscher Bauunternehmer
- Werner Lux (Restaurator) (1922–2016), deutscher Bernsteindrechslermeister und Restaurator
- Werner Lux (Journalist), deutscher Sportjournalist
- Wilhelm Lux (1906–1987), deutscher Heimatforscher
- Wolfgang Lux (* 1943), deutscher Tischtennisspieler